# هشت‌بهشت (شعر)
هشت بهشت یک کتاب شعر معروف نوشته امیرخسرو دهلوی در قرن چهارده میلادی (هفتم و هشتم هجری) است. این شعر بر اساس هفت پیکر نظامی نوشته شده‌است. مانند هفت پیکر، هشت بهشت دهلوی از بهرام گور به عنوان داستان محوری استفاده کرده و به سبک هزار و یکشب به روایت افسانه‌هایی از طریق هفت شاهزاده پرداخته‌است. اما داستان‌هایی که هفت شاهزاده از هفت کشور در «هفت‌پیکر» نقل می‌کنند در «هشت بهشت» متفاوت است. همچنین امیرخسرو داستان کنیز بهرام گور را نیز به صورت داستانی مستقل شرح می‌دهد. به‌طور کلی می‌توان گفت در این اثر تنها یک یا دو داستان به اثر نظامی نزدیکند. معروف است که گویا دهلوی اولین نویسنده ای بوده که داستان سه شاهزاده سرندیپ را به عنوان شخصیتهای قصه ای که متهم به دزدیدن شتر و سپس پیدا کردن آن می‌شوند، در کتاب خود آورده‌است.
هشت بهشت موجود در این اشعار به ایده بهشت در اسلام بسیار نزدیک است و دروازه‌ها و فضای هر کدام با یک سنگ یا متاع گرانبها زینت یافته‌است. هفت تا از این هشت بهشت غرفه‌هایی هستند که برای درمان بهرام بوسیله قصه گویی ساخته شده‌اند. در کتاب همچنین ارجاعاتی به معماری و باغات هشت بهشت هم وجود دارد.

## نگارخانه

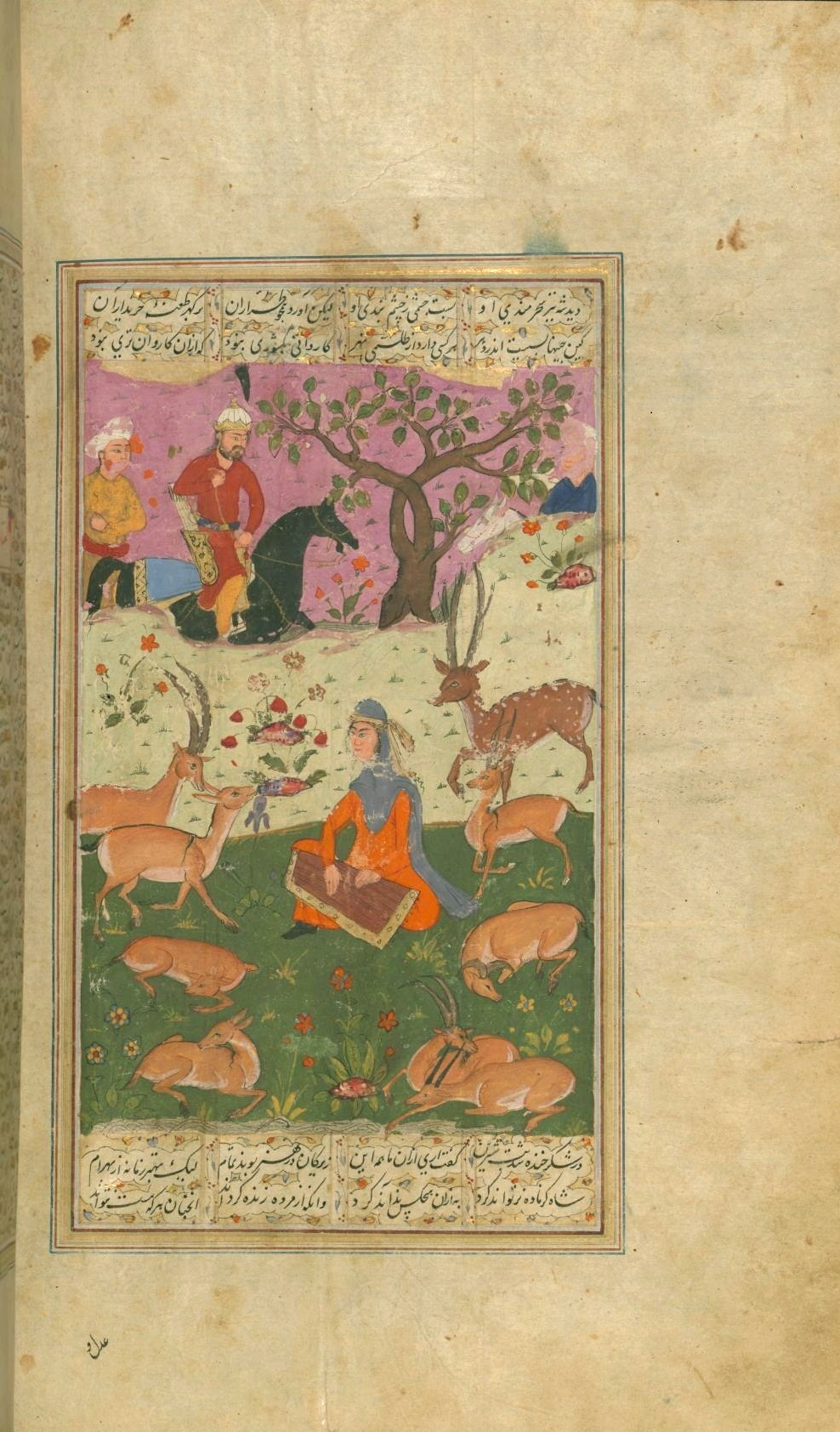
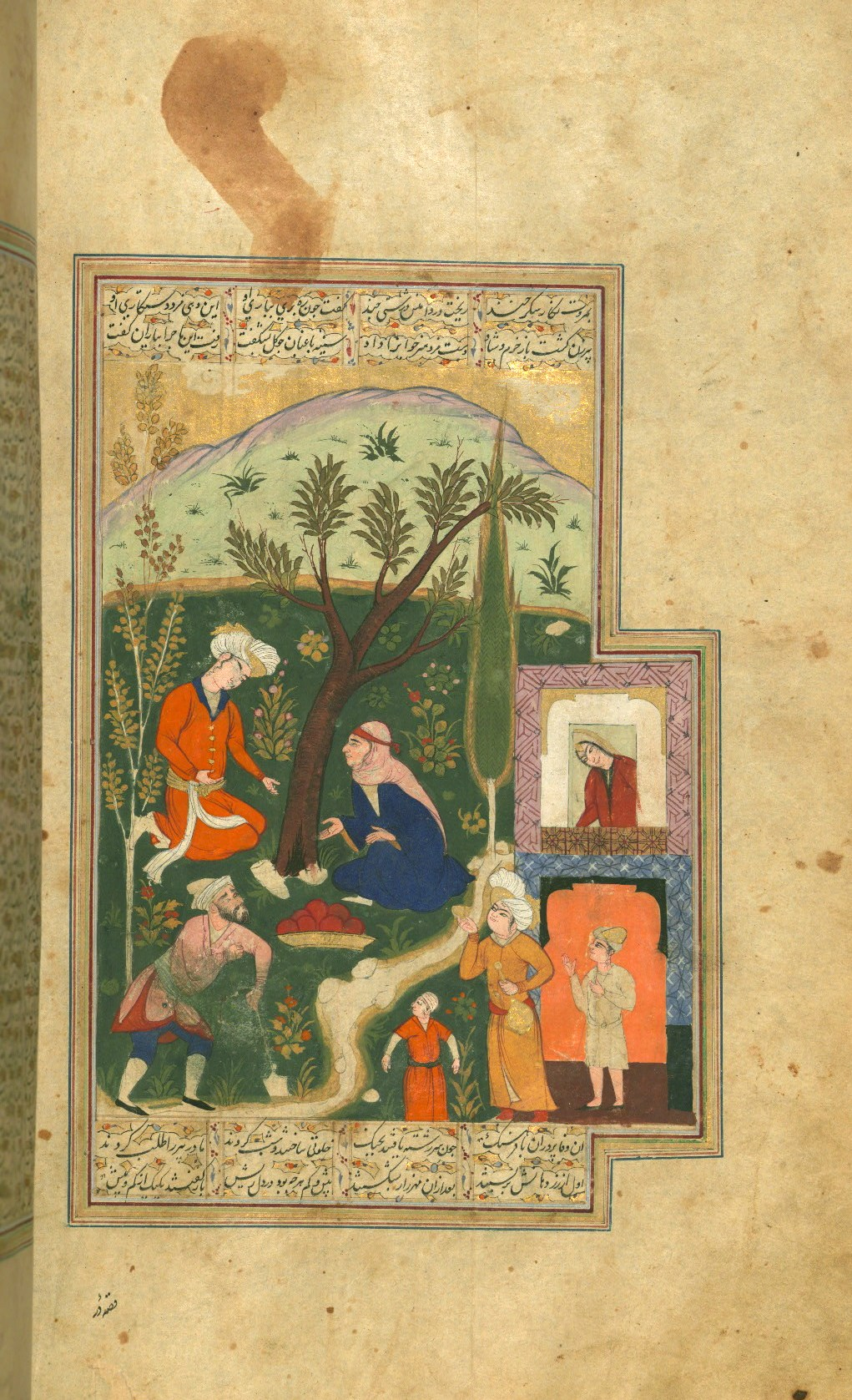
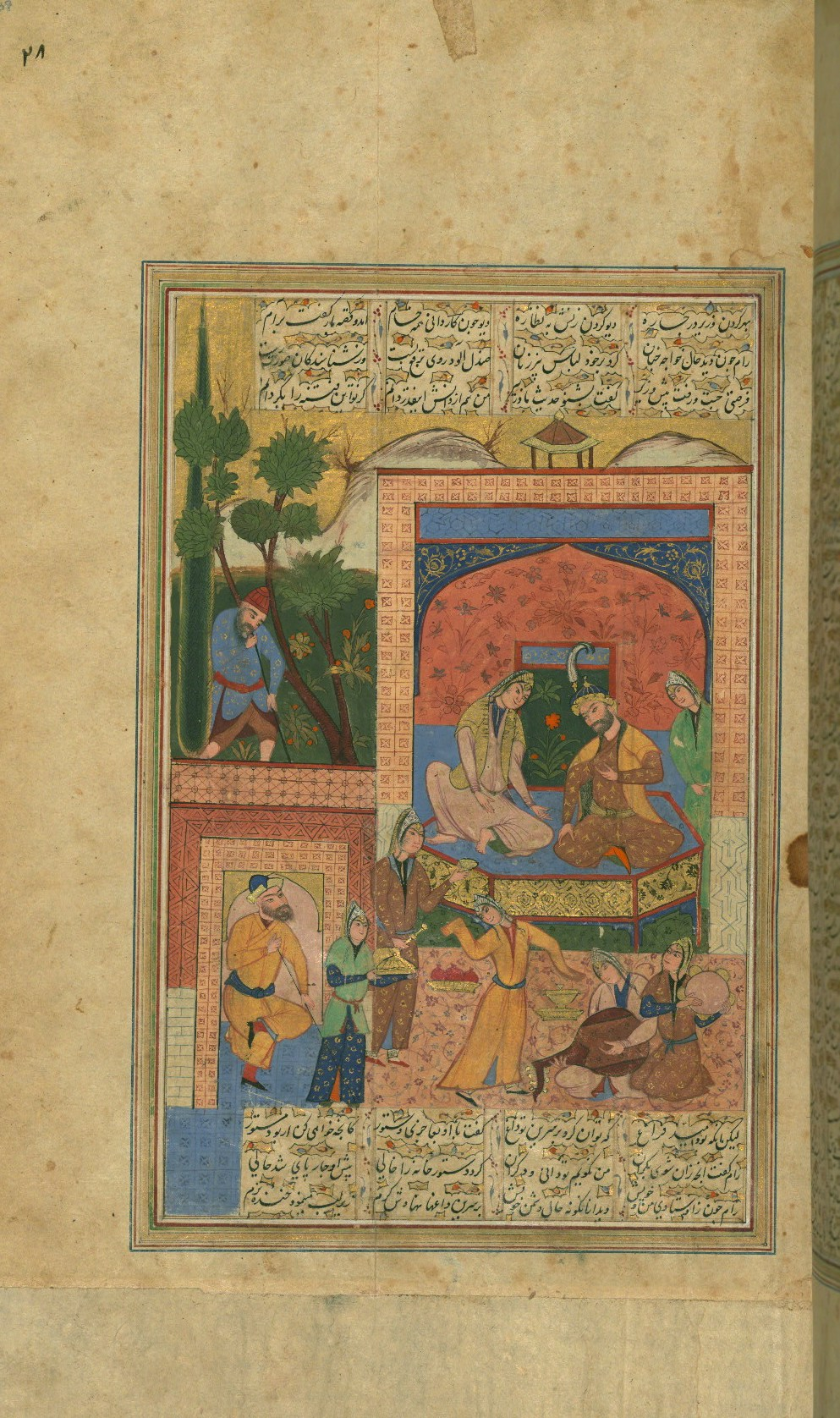